# 世界の貯金箱博物館
世界の貯金箱博物館（せかいのちょきんばこはくぶつかん）とは、兵庫県尼崎市にある博物館。尼崎信用金庫の企業博物館であり、貯金箱をテーマとしている。

## 概要
尼崎信用金庫職員が趣味で集めた貯金箱コレクションを元に、1984年（昭和59年）4月に設立された。
2015年（平成27年）3月時点では、約13,000点に及ぶ世界の貯金箱コレクションを有し、その中から約2,500点を常設展示している。
貯金箱のコレクションとしては世界的にみて最大規模である。日本のみならず、欧米など世界62か国のものが含まれている。
また、常設展示以外にも、コレクションを活用して、クリスマス関連の展示など特別展示を企画・実施している。
来館者には、縁起が良いとされる宝珠の貯金箱のプレゼントがある。

## 利用情報
- 開館時間 - 10:00～16:00
- 休館日 - 月曜日・祝休日（土曜日・日曜日と重なる場合は開館）、12月29日～1月5日
- 入館料 - 無料
- ひょうごっ子ココロンカードの対象施設。